# Virtual Studio Technology
Virtual Studio Technology (Tecnología de Estudio Virtual) o VST es una interfaz estándar desarrollada por Steinberg para conectar sintetizadores de audio y plugins de efectos a software de edición de audio, secuenciación, y diversos sistemas de grabación. Permite reemplazar el hardware tradicional de grabación por un estudio virtual mediante el empleo de herramientas software.
En otras palabras, un plugin VST simula un instrumento musical (piano, guitarra, violín, sintetizador, etc) y suplanta hasta cierto punto el empleo del instrumento físico homónimo sobre el que se inspira; VST también permite la creación de instrumentos y procesadores de efectos solo posibles mediante software, y por tanto inexistentes en el mundo real.
Un plugin VST debe ser ejecutado mediante una aplicación que soporte dicha tecnología. A esta aplicación se le llama VST Host (o anfitrión VST), y buenos ejemplos de esto son Cubase, FL Studio y Ableton Live
Los VSTs tienen la capacidad de procesar (llamados efecto VST) y generar (llamados VSTi por VST Instrument) audio, como también interactuar con interfaces MIDI.
La tecnología VST está disponible para los sistemas operativos Windows y Mac OS. En el caso de Windows, los plugins VST son archivos DLLs. Como estos tienen la forma de un archivo binario, son dependientes de la plataforma sobre la que son ejecutados, por lo que un VST  compilado para Apple macOS no funcionará sobre Windows, y viceversa. En sistemas Linux se pueden utilizar como plugins del software de edición Audacity o bien instalarse las versiones de Windows con Wine.

## Ventajas e Inconvenientes
Las ventajas de estas tecnologías son innegables; han hecho posible un sinnúmero de producciones con limitaciones de acceso a determinadas herramientas y equipos, debido a restricciones de presupuesto o a los altos costes de los estudios profesionales. También facilitan el empleo de recursos adicionales, ya que a veces resulta imposible encontrar algunos instrumentos y equipos, y de ese modo su coste se reduce a valores asequibles.
Por otro lado, en manos inexpertas, los plugins VST, RTAS, TDM y AAX pueden generar mezclas imprecisas y desbalanceadas debido a sobreprocesamientos de audio con distorsiones de clipping y muchos otros usos indebidos; también es contraproducente la utilización de un gran número de herramientas en forma de plugins por el simple hecho de estar disponibles, cuando a menudo no son realmente necesarias para una determinada producción musical.

## Linux
En Linux se puede utilizar el sistema empleando WINE.